# Invermoidart
Invermoidart is een dorp op het getijdeneiland Shona Beag in de Schotse lieutenancy Inverness in het raadsgebied Highland.

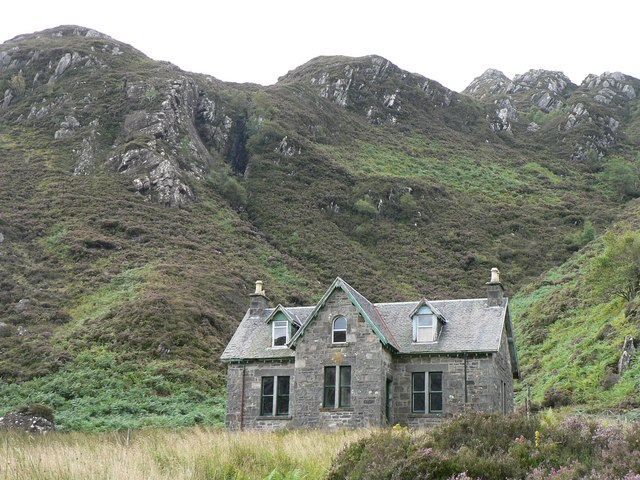
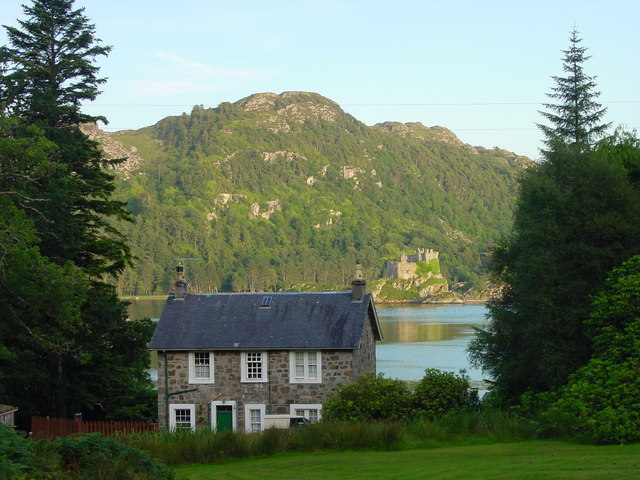